# Glomera verrucifera
Glomera verrucifera är en orkidéart som beskrevs av Rudolf Schlechter. Glomera verrucifera ingår i släktet Glomera och familjen orkidéer. Inga underarter finns listade i Catalogue of Life.